# Lucius Cincius Alimentus
Lucius Cincius Alimentus (né vers -240 et mort vers -190) est un historien romain de langue grecque du IIIe siècle av. J.-C.

## Biographie
Sénateur romain, contemporain de Quintus Fabius Pictor, il fut éclipsé par ce dernier en tant qu'écrivain.
Cincius est membre de la gens Cincia. Cincius, son nomen, est d'origine étrusque,. Alimentus, son cognomen, n'est attesté que par Tite-Live. Il est identifié au L. Cincius Alimentus, préteur en 210,. Il est peut-être le frère de M. Cincius Alimentus, tribun de la plèbe en 204 et auteur d'une loi.
Préteur en 210, il est nommé propréteur de la Sicile en 209-208. Il y reçoit le commandement des milites Cannenses, soldats romains ayant survécu à la bataille de Cannes,.
En 208, les consuls M. Claudius Marcellus et T. Quinctius Crispinus lui ordonnent de transférer la flotte depuis la Sicile afin d'assiéger Locri,,,. Le siège ayant été repoussé par Hannibal, il s'en retourne à Rome. La Sénat le nomme envoyé pour demander au consul survivant, Quinctius Crispinus, la nomination d'un dictateur.
Par la suite, il est fait prisonnier par le général Hannibal durant la deuxième guerre punique, vers 208. Hannibal traite néanmoins avec un respect particulier ce prisonnier de guerre. Il est probable que sa captivité prenne fin en 202 en vertu du traité de paix conclu après la bataille de Zama et prévoyant la libération de tous les prisonniers,.
Cet épisode mouvementé de sa vie permit cependant à Cincius Alimentus, d'assister en témoin privilégié à l'affrontement entre Rome et Carthage. Il sut s'en souvenir dans ses écrits historiques.

## Son œuvre
Ses Annales se distinguent par le souci de rigueur de leur chronologie. Elles débutent avec le récit mythologique de l'arrivée d'Énée en Italie, pour s'achever par la deuxième guerre de Carthage contre Rome. Cincius y décrit aussi sa détention chez les Carthaginois.
Il eut l'occasion de s'informer, auprès d'Hannibal lui-même, sur les effectifs de l'armée carthaginoise lors de la traversée du Rhône, comme nous le révèle un fragment conservé par l'historien Tite-Live (Livre 21-38.2). Contrairement à d'autres historiens, il a su faire une nette distinction entre Rome et le Latium.
Selon Denys d'Halicarnasse, Cincius Alimentus avait daté avec précision la fondation de Rome en mentionnant la quatrième année de la douzième olympiade, soit -729. L'historien allemand Barthold Georg Niebuhr justifie l'écart avec la date communément admise (-753) par l'utilisation, par Cincius, d'un vieux calendrier romano-étrusque qui comptait l'année en 10 mois, et non en 12, à la suite d'une réforme ultérieure.
La renommée des annales de Cincius Alimentus fut telle qu'elles ont été semble-t-il utilisées par Florus, un auteur du Ier siècle ap. J.-C.

### Sources antiques
- [Tite-Live] Tite-Live, Histoire romaine (BNF 12008346).